# Obiettivo 2010 sulla biodiversità
Con il termine obiettivo 2010 sulla biodiversità si indica un accordo formale che i Governi di tutto il mondo si sono impegnati a mantenere per "ridurre significativamente il tasso di perdita di biodiversità entro il 2010".
Questo accordo è stato sviluppato nell'ambito della Convenzione sulla diversità biologica, durante la sua Sesta conferenza delle parti (COP 6) nel 2002, e confermato dai capi di Stato al Summit mondiale sullo sviluppo sostenibile tenutosi sempre nel 2002 a Johannesburg in Sudafrica.
L'accordo, pur non essendo in realtà legalmente vincolante, impegna comunque in maniera formale tutti i Paesi aderenti alla Convenzione sulla diversità biologica al suo raggiungimento.
Fra le difficoltà di raggiungere tale accordo, la più importante è forse quella della sua misurazione. Infatti, non solo non si è riusciti a misurare in maniera univoca il tasso di perdita di biodiversità nel momento in cui l'obiettivo è stato istituito, ma a tutt'oggi non esiste un sistema scientifico concordato per misurare tale processo.
Al fine di sensibilizzare tutti i settori che è necessario coinvolgere per raggiungere tale obiettivo, l'Unione internazionale per la conservazione della natura IUCN ha lanciato l íniziativa Countdown 2010.